# Enrique Salaberría
Enrique Salaberria Folgado (Pasajes, Guipúzcoa, 22 de febrero de 1961-Madrid, 16 de octubre de 2023) fue un empresario y productor teatral español. Presidente del Grupo Smedia.

## Biografía
Nació en el municipio guipuzcoano de Pasajes en 1961. Durante su juventud formó parte de la primera promoción de Antzerti, —escuela de teatro creada por el Gobierno Vasco (1982)—. Allí compartió su formación artística con otros futuros actores como: Elena Irureta, Mikel Garmendia, Carlos Zabala, Aizpea Goenaga, Amaia Lasa, Kontxu Odriozola o Xabier Agirre, entre otros. Comenzó sus inicios en el teatro, junto a Xabier Agirre, en el grupo Bederen 1 donde coincidió con diversos actores: José Ramón Soroiz, Marivi Arrieta, Inaxio Tolosa, Patxi Santamaría o Pilar Rodríguez.
Enrique y su hermano trabajaban en una empresa de electricidad en San Sebastián. Tras vender su parte a su hermano, Enrique se trasladó a Madridpara trabajar en el departamento de distribución de Pentación (1989-1991), la empresa fundada por Jesús Cimarro.
En Madrid, Salaberria coordinó la puesta en marcha del Teatro Madrid (1992) junto con Fernando García de la Vega, Alberto Portillo, Antonio Blancas y Manuel Moreno-Buendía; intervino en la conversión de la Gran Vía en la gran avenida de los musicales (1998), como El hombre de la Mancha, con Paloma San Basilio y José Sacristán; y participó en la reconversión de la sala de cine en el Teatro Alcázar, realizando además una profunda recuperación de su fachada.
Salaberria fue un empresario destacado en el mundo del teatro y en la gestión de las artes escénicas. Presidente de Smedia, gestionaba ocho teatros: Apolo de Barcelona; EDP Gran Vía,  Alcázar, Fígaro, Pequeño Gran Vía, Lara, Capitol en Madrid, y el Teatro Real Carlos III de Aranjuez—.
Fue pionero en subir a los grandes escenarios a los monologuistas, que pasaron a formar parte de la programación de los teatros del Grupo Smedia.
Entre sus proyectos, que no llegó a realizar se encontraba la reapertura de El Molino y el Teatro Arnau (Barcelona),y la celebración del centenario del teatro Alcázar prevista para enero de 2025.
Casado con Reyes, tuvieron dos hijos.
Falleció en Madrid, el 16 de octubre de 2023, a causa de diversas complicaciones surgidas en una operación de cadera de la que se estaba recuperando.

## Asociaciones a las que pertenecía
Entre otras, Enrique pertenecía a:
- Asociación Democrática de Profesionales del Teatro, creada para fomentar y promocionar las Artes Escénicas en España.
- Academia de Artes Escénicas de España, donde era miembro fundador.
- Fundación SMedia (2017), institución sin ánimo de lucro cuyos recursos se dedican al fomento de la cultura y de las artes escénicas.